# David Suazo
Óscar David Suazo Velázquez (San Pedro Sula, 1979. november 5. –) hondurasi válogatott labdarúgó.

## Játékstílusa
Gyors és fizikailag erős csatárként Suazót minden idők egyik legkiválóbb hondurasi játékosának tartják. Csatárként legfőbb jellemzője hihetetlen sebessége volt, mind labdával, mind anélkül, ami miatt korának egyik leggyorsabb Serie A-játékosának számított. Gyorsasága és gyorsulása miatt különösen nagy fenyegetést jelentett kontratámadásoknál az ellenfélre, lehetőséget teremtett a tér és mélység megnyitására csapata számára a védelem mögül érkező futásaival. Tehetsége ellenére azonban karrierje során gyakran volt sérülékeny. Emellett kivételes elszántsággal és nagy vezetői képességekkel rendelkezett a pályán, a Cagliari csapatkapitányaként is szolgált. Suazo több büntetőt is végrehajtott, és alkalmanként szabadrúgásból is betalált.

## Magánélete
Két testvére van: Nicolás és Ruben Suazo. A korábbi hondurasi válogatott játékosok, Maynor Suazo és Hendry Thomas az unokatestvérei. Olasz állampolgársággal is rendelkezik, mivel 2005-ben egy olasz nővel, Elisa Secchivel kötött házasságot. Két fiuk született, David Edoardo és Luis Gabriel. Utóbbi (2008-ban született) apja nyomdokaiba lépett, és 2022-ben a Juventus szerződtette, ahol az U15-ös csapathoz csatlakozott.

## Statisztika

### Klubcsapatokban
| Club                 | Season           | League           | League | League | Kupa  | Kupa  | Nemzetközi | Nemzetközi | Összes | Összes |
| Club                 | Season           | Liga             | Mérk.  | Gólok  | Mérk. | Gólok | Mérk.      | Gólok      | Mérk.  | Gólok  |
| -------------------- | ---------------- | ---------------- | ------ | ------ | ----- | ----- | ---------- | ---------- | ------ | ------ |
| Olimpia              | 1997–98          | Liga Nacional    | 0      | 0      | –     | –     | –          | –          | 0      | 0      |
| Olimpia              | 1998–99          | Liga Nacional    | 10     | 5      | –     | –     | –          | –          | 10     | 5      |
| Olimpia              | Összesen         | Összesen         | 10     | 5      | –     | –     | –          | –          | 10     | 5      |
| Cagliari             | 1999–2000        | Serie A          | 13     | 1      | 3     | 0     | –          | –          | 16     | 1      |
| Cagliari             | 2000–01          | Serie B          | 33     | 12     | 3     | 2     | –          | –          | 36     | 14     |
| Cagliari             | 2001–02          | Serie B          | 34     | 9      | –     | –     | –          | –          | 34     | 9      |
| Cagliari             | 2002–03          | Serie B          | 35     | 10     | 3     | 1     | –          | –          | 38     | 11     |
| Cagliari             | 2003–04          | Serie B          | 45     | 19     | 1     | 0     | –          | –          | 46     | 19     |
| Cagliari             | 2004–05          | Serie A          | 22     | 7      | 3     | 1     | –          | –          | 25     | 8      |
| Cagliari             | 2005–06          | Serie A          | 37     | 22     | 5     | 3     | –          | –          | 42     | 25     |
| Cagliari             | 2006–07          | Serie A          | 36     | 14     | 3     | 1     | –          | –          | 39     | 15     |
| Cagliari             | Összesen         | Összesen         | 255    | 94     | 21    | 8     | 0          | 0          | 276    | 102    |
| Inter Milan          | 2007–08          | Serie A          | 26     | 8      | 3     | 0     | 6          | 2          | 35     | 10     |
| Inter Milan          | 2009–10          | Serie A          | 1      | 0      | 2     | 0     | 1          | 0          | 4      | 0      |
| Inter Milan          | 2010–11          | Serie A          | 0      | 0      | 0     | 0     | 0          | 0          | 0      | 0      |
| Inter Milan          | Összesen         | Összesen         | 27     | 8      | 5     | 0     | 7          | 2          | 39     | 10     |
| Benfica (kölcsönben) | 2008–09          | Portuguese Liga  | 12     | 4      | –     | –     | 4          | 1          | 16     | 5      |
| Genoa (kölcsönben)   | 2009–10          | Serie A          | 16     | 3      | –     | –     | –          | –          | 16     | 3      |
| Catania              | 2011–12          | Serie A          | 6      | 0      | 0     | 0     | 0          | 0          | 6      | 0      |
| Karrier összesen     | Karrier összesen | Karrier összesen | 314    | 114    | 24    | 8     | 10         | 1          | 348    | 123    |

Jegyzetek
1. ↑  Magában foglalja a Hondurasi Kupában és az Olasz Kupában való pályára lépéseit.

### A válogatottban
| Honduras | Honduras | Honduras |
| Év       | Mérk.    | Gólok    |
| -------- | -------- | -------- |
| 1999     | 1        | 0        |
| 2000     | 6        | 2        |
| 2001     | 8        | 0        |
| 2002     | 1        | 0        |
| 2003     | 4        | 0        |
| 2004     | 6        | 5        |
| 2006     | 2        | 1        |
| 2007     | 4        | 1        |
| 2008     | 9        | 5        |
| 2009     | 7        | 2        |
| 2010     | 6        | 0        |
| 2012     | 3        | 1        |
| Összesen | 57       | 17       |

## Sikerei, díjai

### Klubcsapatokban
Olimpia
- Hondurasi bajnok: 1998–99
- Hondurasi szuperkupa-győztes: 1996–97
- Hondurasi kupagyőztes: 1998

 Cagliari
- Olasz másodosztály ezüstérmes: 2003–04

 Internazionale
- Olasz bajnok: 2007–08, 2009–10
- Olasz szuperkupa-győztes: 2010
- Olasz kupagyőztes: 2009–10
- Bajnokok Ligája-győztes: 2009–10
- FIFA-klubvilágbajnokság-győztes: 2010

 Benfica
- Portugál ligakupa-győztes: 2008–09

### Egyéni
- Serie A év külföldi játékosa: 2006

#### Közösségi platformok
- David Suazo az Instagramon

#### Egyéb weboldalak
- David Suazo játékos adatlapja a Transfermarkt oldalán (angolul)
- David Suazo menedzser adatlapja a Transfermarkt oldalán (angolul)
- David Suazo adatlapja a Soccerway oldalon (angolul)
- David Suazo adatlapja a National Football Teams oldalán (angolul)
- David Suazo adatlapja a TuttoCalciatori.net oldalán (olaszul)
- David Suazo adatlapja az Olasz Labdarúgók Szövetsége oldalán (olaszul)
- David Suazo profilja az Olympedia oldalán (angolul)